# Mount Brandon
Mount Brandon ili Brandon Mountain (irski Cnoc Bréanainn), doslovno "Brendanovo brdo") je 952 m visoka planina u Irskoj smještena na poluotoku Dingle Peninsula u Grofoviji Kerry. Ime je dobila po sv. Brendanu, irskom kršćanskom misionaru koji se po predaji, početkom 6. stoljeća popeo na njen vrh kako bi pokušao ugledati Ameriku na zapadu. Danas je vrh te planine mjesto hodočašća irskih katolika.

## Vanjske poveznice
- Description WWII FW200 Brandon Mountain Crash  Arhivirana inačica izvorne stranice od 29. rujna 2007. (Wayback Machine)
- Photographs Crash Site Mount Brandon Eire 1996